# Andrée Viénot
Pour les articles homonymes, voir Vienot.
Andrée Viénot, née Andrée, Maria, Mathilde Mayrisch le 7 juin 1901 à Dudelange au Luxembourg et morte le 20 octobre 1976 à Charleville-Mézières dans les Ardennes, est une femme politique socialiste française. Résistante, députée de l'Assemblée constituante de 1946, elle est l'une des trois femmes membres d'un gouvernement de la IVe République, en tant que sous-secrétaire d'État à la Jeunesse et aux Sports.
Elle défend des positions anticolonialistes dans le contexte de la guerre d'Algérie, ce qui la conduit à démissionner de la SFIO puis à rejoindre le Parti socialiste unifié. Elle est membre du comité central de la Ligue des droits de l'homme de 1958 à 1970.

## Biographie

### Enfance, études et mariage
Née Andrée Mayrisch le 7 juin 1901 à Dudelange au Luxembourg, elle est la fille d'Émile Mayrisch, industriel fondateur d'Arbed, et d'Aline de Saint-Hubert, femme de lettres (qui recevait notamment André Gide ou Roger Martin du Gard) et fondatrice de la Croix-Rouge luxembourgeoise.
Jeune, elle pratique le campisme au sein d'un groupe assimilé au scoutisme à Dudelange, comme membre puis cheftaine dans la section neutre de la FFE.
Elle passe son baccalauréat en 1918, puis étudie la médecine en Suisse durant une année. Elle s'inscrit ensuite à l'École libre des sciences politiques qu'elle quitte au bout de trois semaines, « trouvant les idées trop teintées de libéralisme ». Elle obtient une licence d’économie politique en 1923 à la London School of Economics ; c'est dans la capitale britannique qu'elle commence à fréquenter des milieux socialistes, assez éloignés de son milieu familial qui est néanmoins non catholique. La même année, elle fait la connaissance de son futur mari, Pierre Viénot, aux décades de Pontigny. Les décades, fondées par Paul Desjardins, fonctionnent en effet en étroite liaison avec le centre de rencontres que Pierre Werner a établi au château de Colpach au Luxembourg.
Elle épouse Pierre Viénot le 18 juillet 1929. Ils vivent à Berlin jusqu'au début de 1930, puis s'installent dans les Ardennes, où Pierre Viénot est élu député républicain-socialiste en 1932, dans l'arrondissement de Rocroi. À Charleville, elle reprend un engagement scout au sein de la Fédération française des éclaireuses, section neutre (laïque). Elle y est cheftaine et commissaire locale,.

### Engagement politique et Seconde Guerre mondiale
Elle adhère à la Section française de l'Internationale ouvrière (SFIO) en 1932, son époux en 1937. Elle milite au sein des « Amis de l'Enfance ouvrière », association du mouvement des Faucons rouges. Elle est attachée au cabinet de son mari lorsqu'il est sous-secrétaire d'État aux Affaires étrangères dans le premier gouvernement de Léon Blum, pendant le Front populaire de 1936.
Le couple embarque à bord du paquebot Massilia réquisitionné par le gouvernement Reynaud replié à Bordeaux, afin de permettre à des hommes politiques (dont 27 parlementaires) de quitter la France avec l'intention de continuer la guerre contre l'Allemagne depuis l'Afrique du Nord. Son mari est emprisonné, puis rejoint la Résistance puis les Forces françaises libres à Londres le 27 avril 1943, où il meurt d'une crise cardiaque le 20 juillet 1944. Andrée Viénot, quant à elle, s'est installée dans les Alpes-Maritimes, où elle mène des actions de résistance et participe à la reconstruction clandestine du Parti socialiste. Elle rejoint les Ardennes dès la libération du département, à la fin du mois de septembre 1944.
Elle est déléguée par la SFIO à l'Assemblée consultative provisoire de Paris et en septembre au comité départemental de la Libération.

### Engagements et carrière politique sous lesIVeetVeRépubliques

#### Députée et sous-secrétaire d'État à la Jeunesse et aux Sports
À la Libération, en mai 1945, Andrée Viénot devient conseillère générale du canton de Rocroi. Elle est députée des Ardennes au sein de la seconde Assemblée constituante, en 1946. Dans le prolongement, elle est nommée sous-secrétaire d’État à la Jeunesse et aux Sports dans le Gouvernement provisoire de Georges Bidault puis dans l'éphémère gouvernement de Léon Blum, premier gouvernement de la IVe République. Elle est l'une des trois femmes membres des gouvernements de la IVe République, avec Germaine Poinso-Chapuis et Jacqueline Thome-Patenôtre. Elle occupe au total ces fonctions du 24 juin 1946 au 22 janvier 1947.
Sur le plan administratif, elle obtient notamment le rattachement des services des sports et des équipements sportifs, précédemment reliés à la santé, aux services de la jeunesse et de l'éducation populaire. Dans un contexte de restrictions budgétaires, elle réalise la réunion des inspections de ces deux secteurs et la création des Inspecteurs de la jeunesse et des sports,. Animée par une vision stricte du principe de laïcité, elle défend la fin des subventions publiques aux associations éducatives confessionnelles ou proches d'un mouvement politique, mais sa proposition de budget n'est pas suivie,. Elle est soutenue dans son accession à ce poste par Madeleine Léo-Lagrange et l'ancienne équipe de Léo Lagrange. 
En 1947, elle démissionne de son mandat de députée pour des raisons familiales.

#### Engagements anticolonialistes
À la fin des années 1950, elle s’oppose à la politique de Guy Mollet au sujet de la guerre d'Algérie (ainsi qu'à la crise de Suez) et démissionne de la SFIO après le vote des « pouvoirs spéciaux » en Algérie au gouvernement Mollet le 12 mars 1956. Elle déclare : « Aujourd’hui, il ne m’est plus possible de rester dans un parti dont les dirigeants, ayant accédé au gouvernement, ont renié non seulement les promesses faites aux électeurs, mais toute leur morale et toute la tradition du socialisme et ont fini, pour dissimuler l’échec de leur politique en Algérie, par se lancer dans une guerre qui, malgré toutes les fautes de Nasser, est apparue au monde entier comme une guerre d’agression ».
Elle soutient l'indépendance de l'Algérie, notamment au sein de la Ligue des droits de l'homme (LDH), dont elle est membre du comité central de décembre 1958 à 1970. Elle y porte, avec André Philip, Andrée Viollis et son ami Daniel Mayer, une position alors minoritaire de défense du droit des peuples colonisés par la France à disposer d'eux-mêmes. Elle signe l'appel des 229 personnalités dans Les Temps Modernes dénonçant la brutalité de la répression de la manifestation du 17 octobre 1961. Elle publie en 1961, dans le bulletin de la Ligue des droits de l'homme, une analyse de la situation des Français d'Algérie comme « le grand obstacle à la paix en Algérie », en défendant la nécessité de préparer dignement leur rapatriement mais exposant que leurs « privilèges et droits acquis » ne pouvaient prévaloir sur les droits des Algériens. Elle lutte aussi au sein du « Mouvement socialiste pour les États-Unis d'Europe ».
Elle participe à la création, en 1957, les Comités d'action socialiste, qui fusionnent avec le Parti socialiste autonome (PSA) lors de sa création, en 1958. Elle rejoint ensuite le Parti socialiste unifié quand le PSA fusionne avec l'Union de la gauche socialiste. Elle s'oppose à la création de la Ve République.

#### Maire et conseillère générale
Elle se présente sans succès aux élections sénatoriales de 1959. Elle conserve son mandat de conseillère générale jusqu'en 1970 et reste maire de Rocroi de sa première élection en 1953 jusqu'à sa mort. En 1963, elle reçoit, en tant que maire, le général de Gaulle à Rocroi et « salue le chef de la France Libre, sous les ordres duquel son mari avait servi la France » tout en réaffirmant son opposition au régime politique de la Ve République. Elle soutient la candidature de François Mitterrand à l'élection présidentielle de 1965. Elle refuse de se présenter aux élections législatives de 1968 alors que son parti le lui demande. Elle visite la Chine en mai 1973 et meurt le 20 octobre 1976 à Charleville-Mézières. Les œuvres d'art familiales sont léguées à la Croix-Rouge.

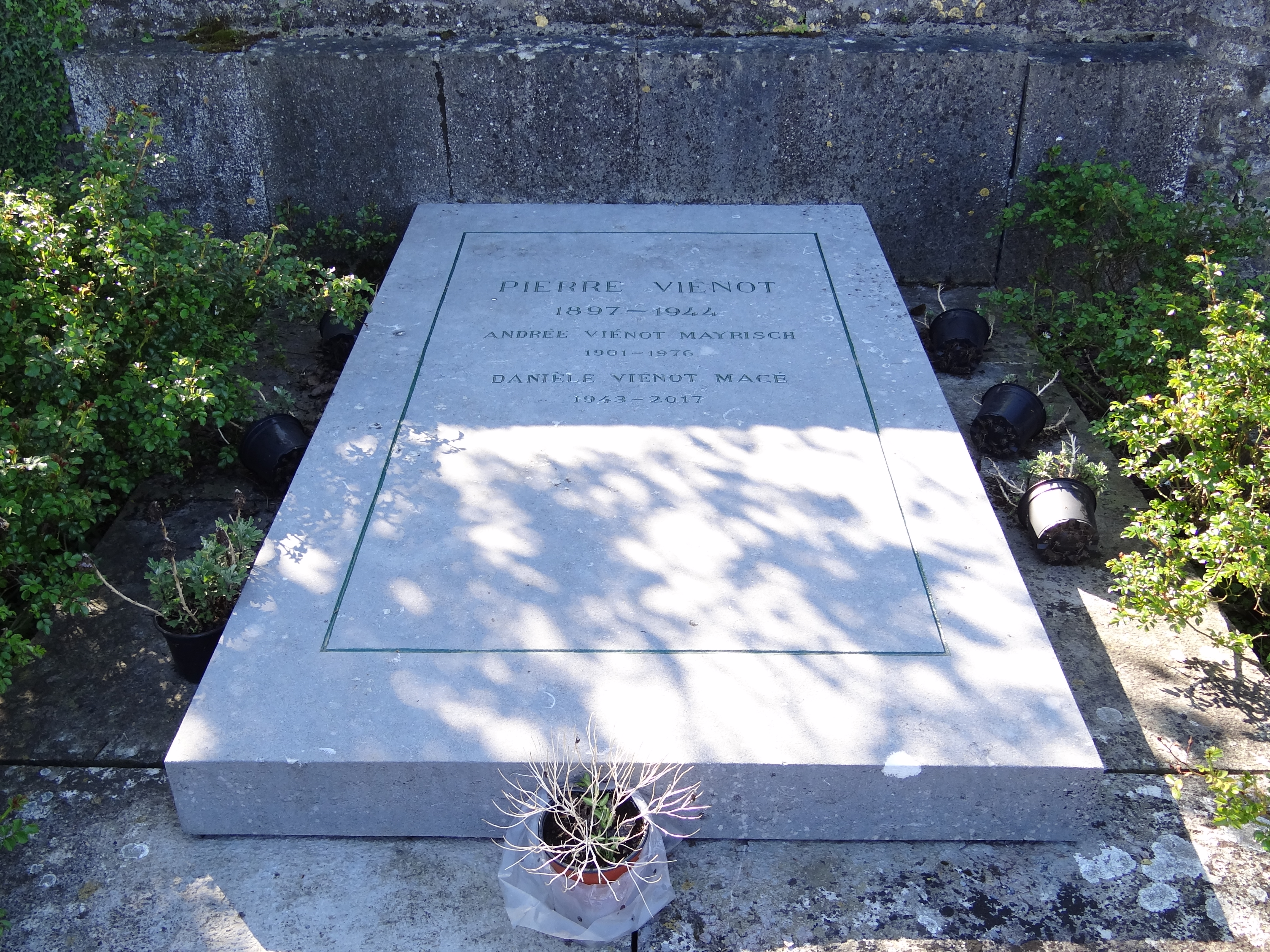
La tombe de Pierre et d'Andrée Viénot au cimetière de Chooz (Ardennes).

## Mandats
- Sous-secrétaire d'État à la Jeunesse et aux Sports du gouvernement Bidault I (du 24 juin 1946 au 28 novembre 1946)
- Sous-secrétaire d'État à la Jeunesse et aux Sports du gouvernement Blum III (du 18 décembre 1946 au 16 janvier 1947)
- Déléguée à l'Assemblée consultative provisoire : 7 novembre 1944 - 3 août 1945
- Députée SFIO des Ardennes : 2 juin 1946 - 13 novembre 1947 (démission)
- Conseillère générale des Ardennes, canton de Rocroi (1945-1970)
- Maire de Rocroi (1953-1976)

## Hommages
- Place et rue Andrée-Viénot, Revin (Ardennes)
- Collège Andrée-Vienot (1978-2007), Rocroi (Ardennes)
- Rue Pierre-et-Andrée-Viénot, Chooz (Ardennes)
- Salle Pierre-et-Andrée-Viénot, Givet (Ardennes)
- Rue Andrée-Viénot, Ballan-Miré (Indre et Loire)
- Rue Pierre-et-André Viénot, Sedan (Ardennes)
- Rue Andrée-Viénot, Charleville-Mézières (Ardennes)
- Piscine Andrée-Pierre-Vienot, Guyancourt (Yvelines)
- École maternelle Andrée-Vienot, Vaulx-en-Velin (Rhône)